# Jabalpur
Jabalpur este un oraș în India.